# Jubilee Gardens
I Jubilee Gardens di South Bank, sono un parco della città di Londra. Sono stati creati nel 1977 per celebrare il Silver Jubilee della regina Elisabetta II, i suoi primi venticinque anni di regno sulla Gran Bretagna. Sono stati poi rimodernati nel 1999 grazie ad un progetto della West 8.

## Galleria d'immagini

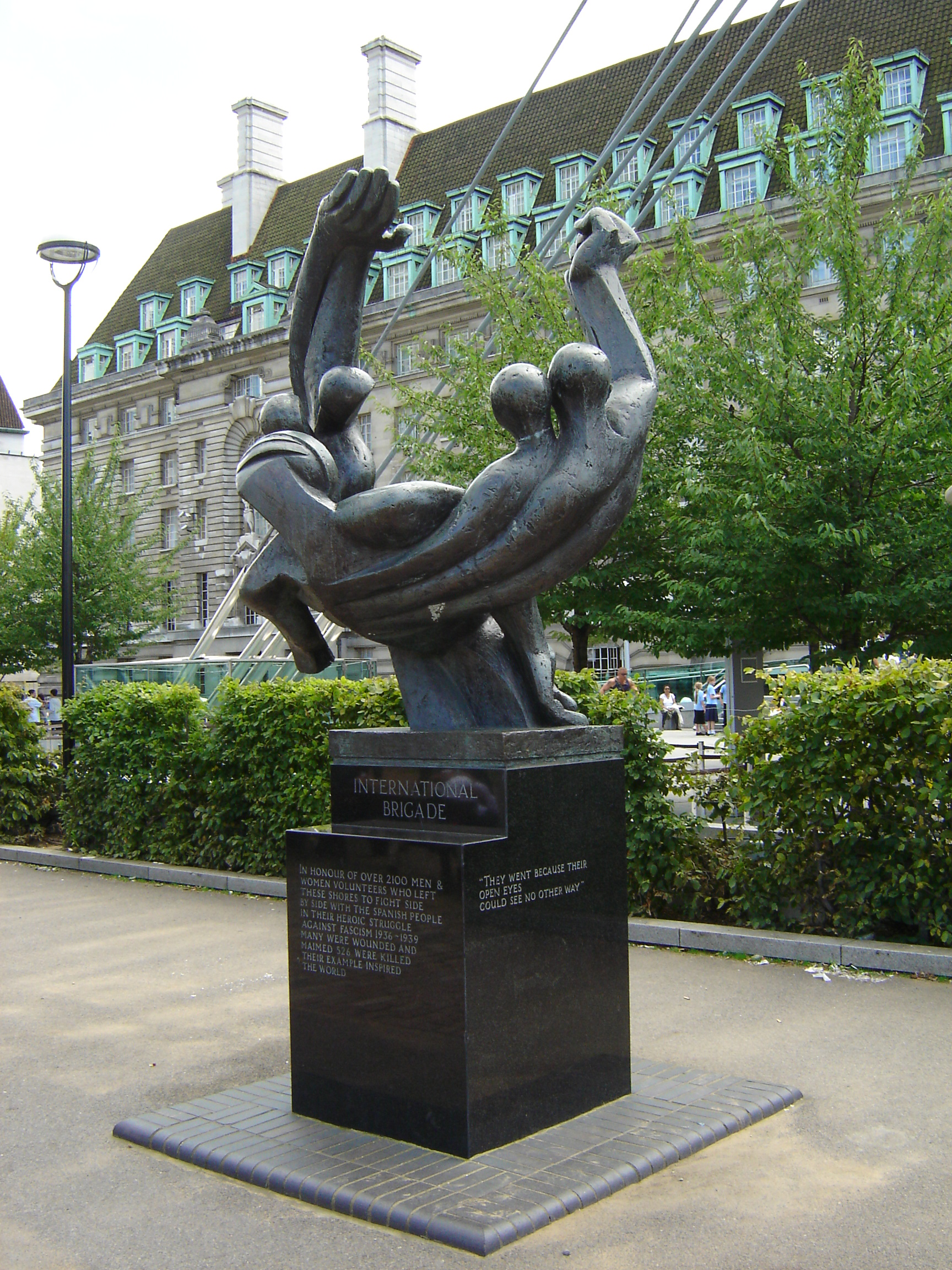
International Brigades Memorial
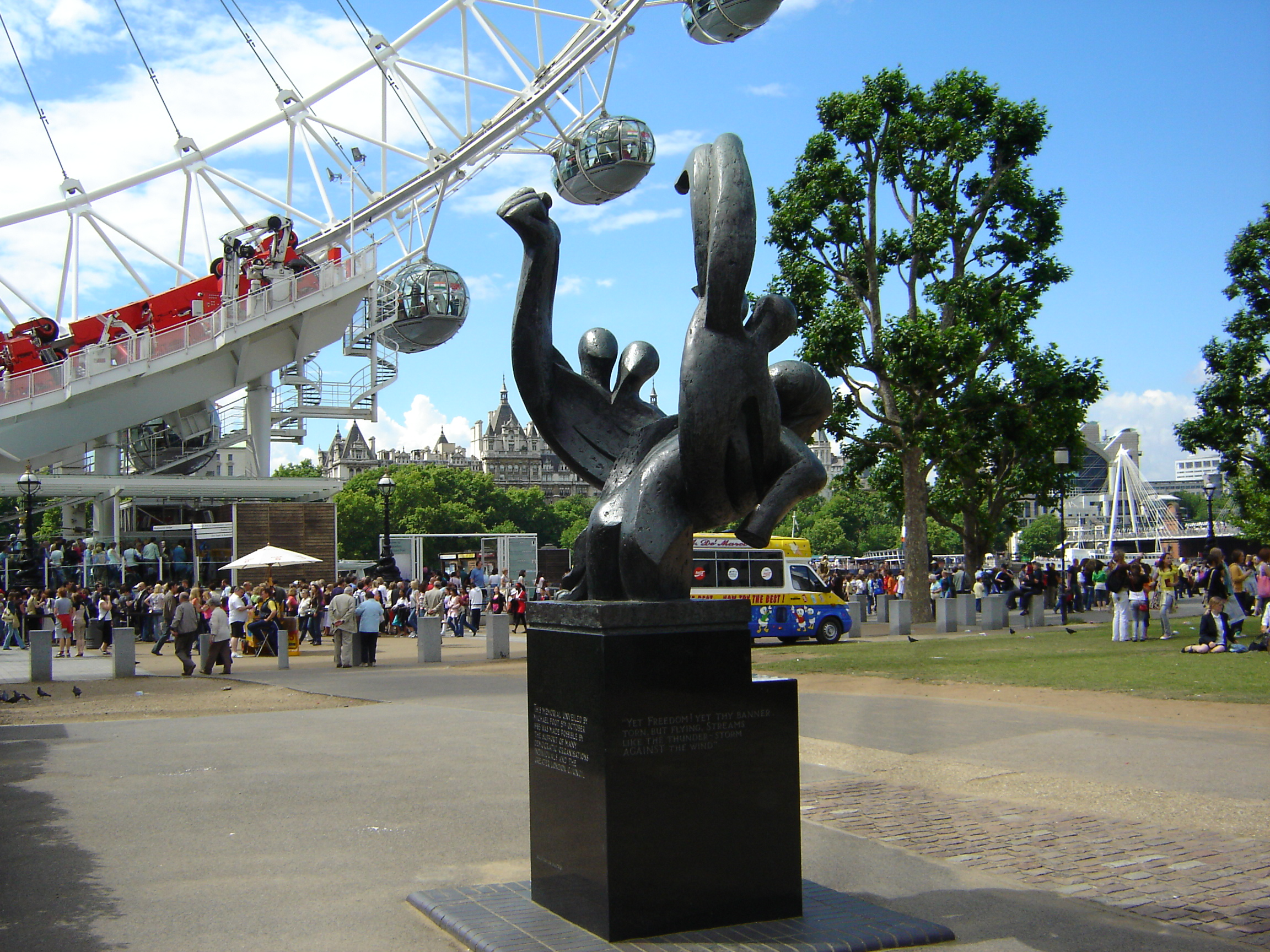
International Brigades Memorial con il celebre London Eye
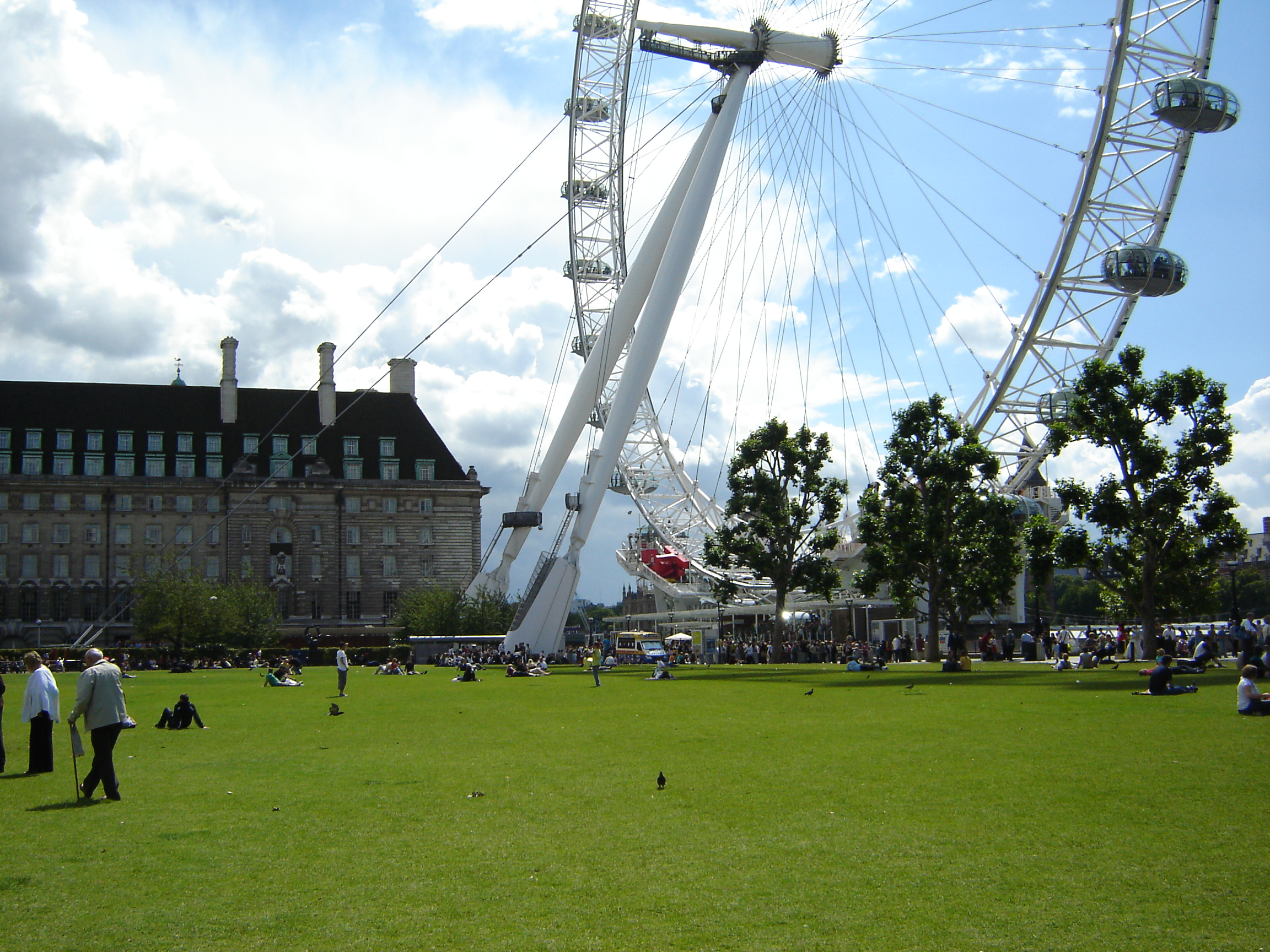
London Eye e London County Council
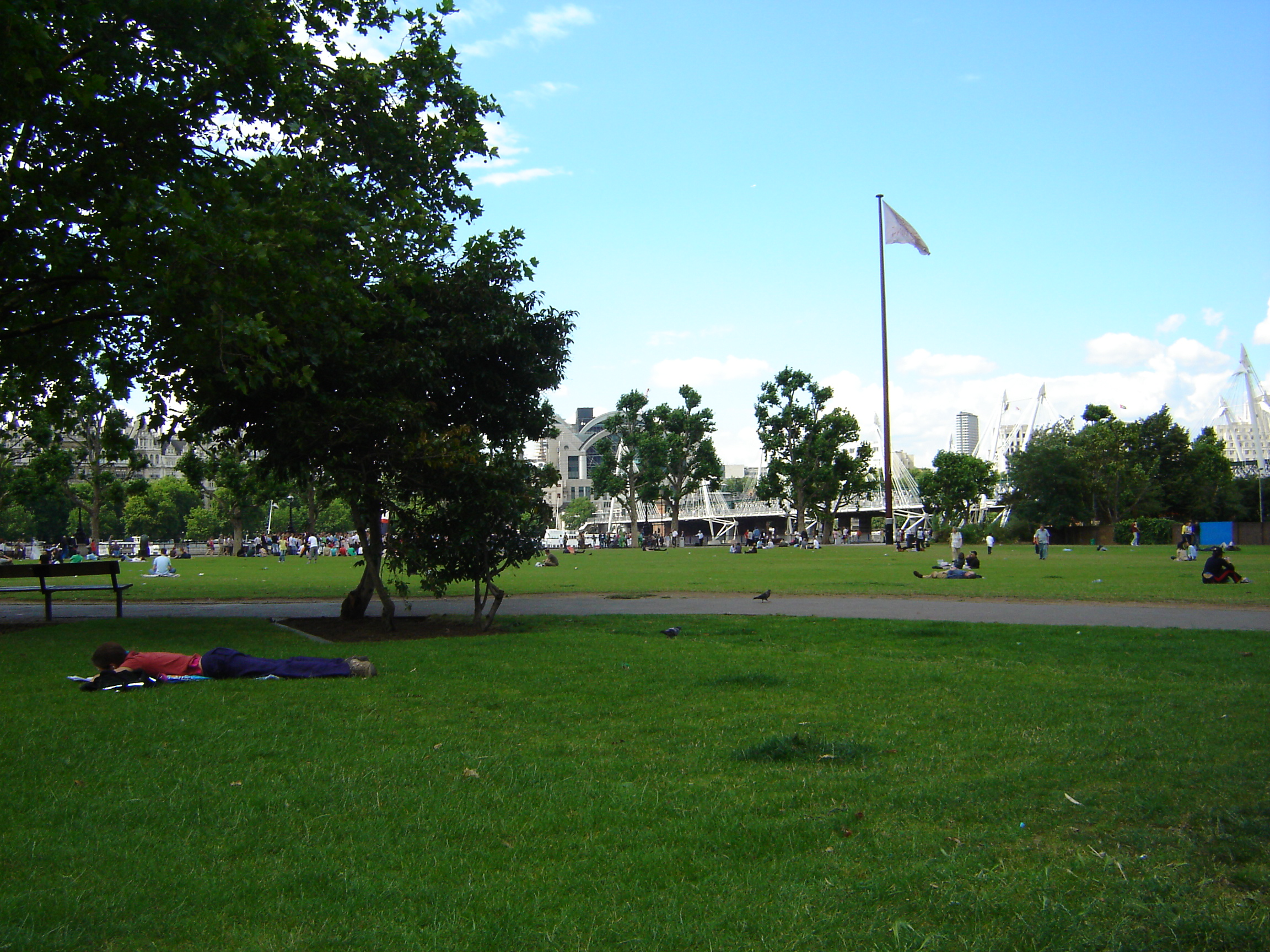
Immagine dei giardini